# Anurak Chompoopruk
Anurak Chompoopruk (tiếng Thái: อนุรักษ์ ชมภูพฤกษ์, sinh ngày 5 tháng 10 năm 1988) là một cầu thủ bóng đá người Thái Lan thi đấu ở vị trí thủ môn cho câu lạc bộ Giải bóng đá Ngoại hạng Thái Lan Ubon UMT United.